# Foozer
Foozer foi o título dado à digressão que juntou as bandas de rock americanas Foo Fighters e Weezer no Outono de 2005, numa série de concertos realizados nos Estados Unidos da América. Entre várias bandas que abriram os espectáculos, encontram-se os Mae, Kaiser Chiefs e os Hot Hot Heat. A digressão Foozer foi premiada como a "Digressão Mais Criativa" nos 17.º Concert Industry Awards.

## Detalhes
Na última paragem da digressão em Oakland, Califórnia, os Foo Fighters pregaram várias partidas aos Weezer durante a sua actuação. Durante o solo acústico de "Island in the Sun", surgiu uma bailarina exótica a partir do público por trás de Rivers Cuomo, girando sobre ele ao longo da música. Durante a música dos Weezer "Undone – The Sweater Song", onde Rivers normalmente pedia a um membro do público para tocar guitarra acústica no palco, surgiu entretanto Dave Grohl com o instrumento na mão, que acabou por partir no final da música. Também, durante o final da actuação de "Buddy Holly", cerca de meia dúzia de homens com uniformes de segurança tomaram o palco por trás dos Weezer. Estes rapidamente começavam a dançar e a tirar a roupa, revelando serem bailarinos exóticos, cada um com uma letra da palavra "Weezer" pintada no peito. Durante a actuação seguinte dos Foo Fighters, Dave Grohl assumiu a autoria das partidas, e expressou a sua esperança de que os Weezer retaliassem mais tarde.
É também de interesse referir que algumas vezes ao longo da digressão, os Weezer iniciavam o espectáculo com um cover de "Big Me" dos Foo Fighters.

## Datas dos espectáculos
| Estados Unidos         |                 |               |                                              |
| 8 de Setembro de 2005  | Duluth          | Geórgia       | Arena at Gwinnett Center                     |
| 10 de Setembro de 2005 | Sunrise         | Flórida       | BankAtlantic Center                          |
| 11 de Setembro de 2005 | Tampa           | Flórida       | Tampa Bay Times Forum                        |
| 13 de Setembro de 2005 | The Woodlands   | Texas         | Cynthia Woods Mitchell Pavilion              |
| 14 de Setembro de 2005 | Austin          | Texas         | Frank Erwin Center                           |
| 15 de Setembro de 2005 | Dallas          | Texas         | Gexa Energy Pavilion                         |
| 27 de Setembro de 2005 | San Diego       | Califórnia    | Viejas Arena                                 |
| 28 de Setembro de 2005 | Phoenix         | Arizona       | US Airways Center                            |
| 30 de Setembro de 2005 | Denver          | Colorado      | Pepsi Center                                 |
| 2 de Outubro de 2005   | St. Paul        | Minnesota     | Xcel Energy Center                           |
| 3 de Outubro de 2005   | Rosemont        | Illinois      | Allstate Arena                               |
| 4 de Outubro de 2005   | Champaign       | Illinois      | Universidade de Illinois em Urbana-Champaign |
| 6 de Outubro de 2005   | Grand Rapids    | Michigan      | Van Andel Arena                              |
| 7 de Outubro de 2005   | Detroit         | Michigan      | Joe Louis Arena                              |
| 10 de Outubro de 2005  | Cleveland       | Ohio          | Wolstein Center                              |
| 10 de Outubro de 2005  | Fairfax         | Virgínia      | Patriot Center                               |
| 11 de Outubro de 2005  | Bridgeport      | Connecticut   | Webster Bank Arena                           |
| 13 de Outubro de 2005  | Filadélfia      | Pensilvânia   | Wells Fargo Center                           |
| 14 de Outubro de 2005  | East Rutherford | Nova Jérsei   | Izod Center                                  |
| 15 de Outubro de 2005  | Worcester       | Massachusetts | DCU Center                                   |
| 22 de Outubro de 2005  | Long Beach      | Califórnia    | Long Beach Arena                             |
| 23 de Outubro de 2005  | Long Beach      | Califórnia    | Long Beach Arena                             |
| 25 de Outubro de 2005  | Portland        | Oregon        | Veterans Memorial Coliseum                   |
| 26 de Outubro de 2005  | Seattle         | Washington    | KeyArena                                     |
| 28 de Outubro de 2005  | Oakland         | Califórnia    | Oracle Arena                                 |

## Músicas apresentadas
| Foo Fighters - "This Is A Call" - "I'll Stick Around" The Colour and the Shape - "Monkey Wrench" - "Up in Arms" - "My Hero" - "Enough Space" - "Everlong" There Is Nothing Left to Lose - "Stacked Actors" - "Breakout" - "Learn to Fly" One by One - "All My Life" - "Times Like These" - "Tired of You" - "The One" In Your Honor - "In Your Honor" - "Best of You" - "The Last Song" - "DOA" - "End Over End" - "Cold Day in the Sun" Outras - "Born on the Bayou" - "Say It Ain't So" |

| Weezer (The Blue Album) - "My Name Is Jonas" - "No One Else" - "Buddy Holly" - "Undone – The Sweater Song" - "Surf Wax America" - "Say It Ain't So" - "In the Garage" Pinkerton - "Why Bother?" - "The Good Life" - "El Scorcho" Weezer (The Green Album) - "Don't Let Go" - "Photograph" - "Hash Pipe" - "Island in the Sun" Maladroit - "Dope Nose" - "Death and Destruction" - "Fall Together" Make Believe - "Beverly Hills" - "Perfect Situation" - "This Is Such a Pity" - "Peace" - "We Are All on Drugs" - "The Damage in Your Heart" Outras - "Blast Off!" - "Big Me" - "Song 2" |